# Willie Ruff
Willie Ruff (1. září 1931 – 24. prosince 2023) byl americký hudebník, který hrál na francouzský roh a kontrabas. Studoval na Yale School of Music, kde se později věnoval také pedagogické činnosti. Od poloviny padesátých let tvořil duo s klavíristou Dwikem Mitchellem. Během své kariéry spolupracoval s mnoha dalšími hudebníky, mezi které patří Lalo Schifrin, Leonard Cohen, Miles Davis (hrál na jeho albech Miles Ahead a Porgy and Bess), Gil Evans, Milt Jackson nebo také rocková skupina The Doors (album Other Voices). V roce 1994 byl uveden do Alabama Jazz Hall of Fame.